# 人工多能性幹細胞

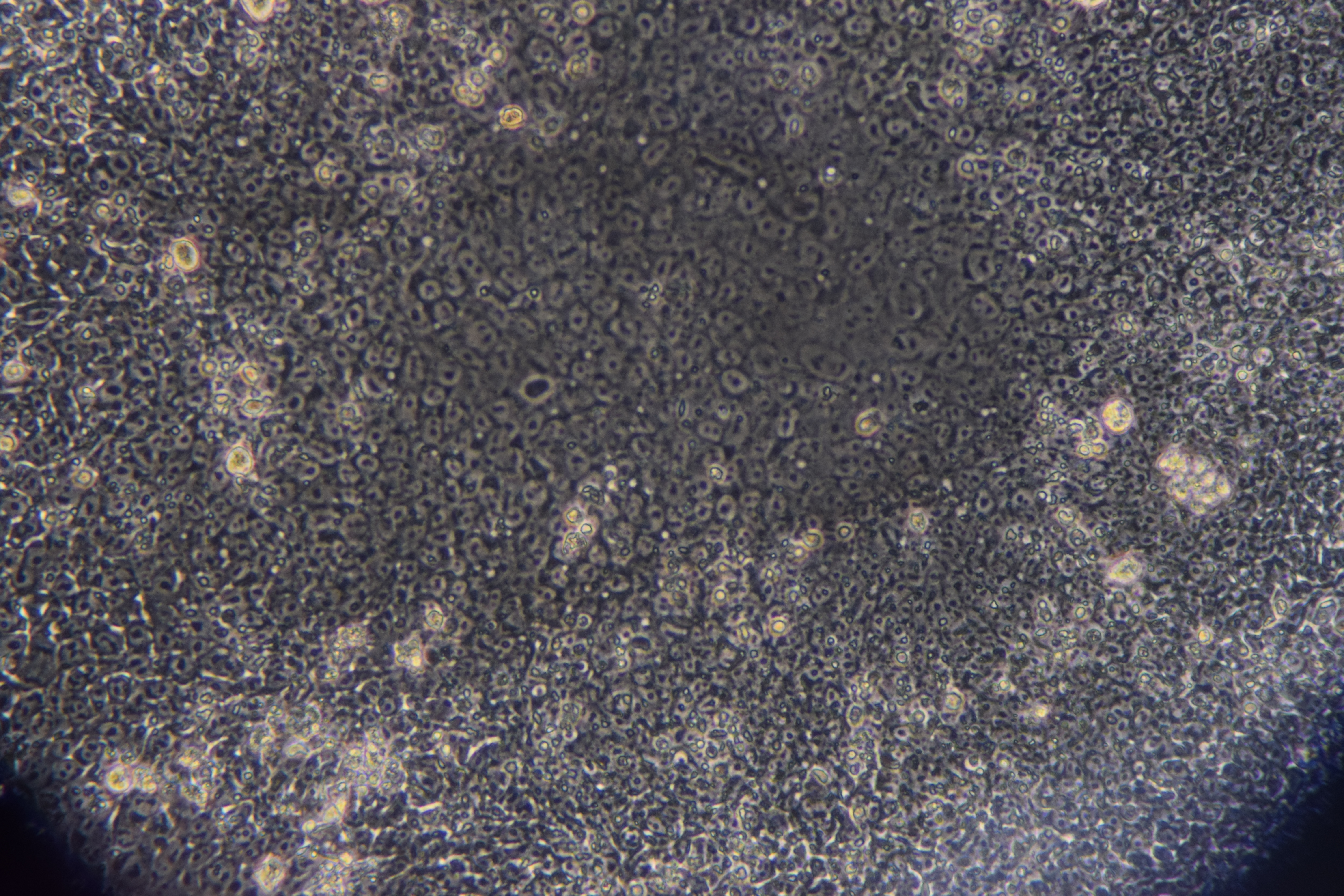
顕微鏡で観察したiPS細胞。未来医XPO（神戸国際展示場）にて。

人工多能性幹細胞（じんこうたのうせいかんさいぼう、英: induced pluripotent stem cells）は、体細胞へ4種類の遺伝子を導入することにより、ES細胞（胚性幹細胞）のように非常に多くの細胞に分化できる分化万能性 (pluripotency)と、分裂増殖を経てもそれを維持できる自己複製能を持たせた細胞のこと。2006年（平成18年）、山中伸弥率いる京都大学の研究グループによってマウスの線維芽細胞（皮膚細胞）から初めて作られた。
英語名の頭文字をとって、iPS細胞（アイピーエスさいぼう、iPS cells）と呼ばれる。命名者の山中が最初を小文字の「i」にしたのは、当時、世界的に大流行していた米Apple社の携帯音楽プレーヤーである『iPod』のように普及してほしいとの願いが込められている。
以下、「iPS細胞」という表記を用いる。

## 概要
分化万能性を持った細胞は理論上、体を構成するすべての組織や臓器に分化誘導することが可能であり、患者自身から採取した体細胞よりiPS細胞を樹立する技術が確立されれば、拒絶反応の無い移植用組織や臓器の作製が可能になると期待されている。ヒトES細胞の使用において懸案であった、胚盤胞を滅失することに対する倫理的問題が根本的に無いことから、再生医療の実現に向けて、世界中の注目が集まっている。
また、再生医療への応用のみならず、患者自身の細胞からiPS細胞を作り出し、そのiPS細胞を特定の細胞へ分化誘導することで、従来は採取が困難であった病変組織の細胞を得ることができ、今まで治療法のなかった難病に対して、その病因・発症メカニズムを研究したり、患者自身の細胞を用いて、薬剤の効果・毒性を評価することが可能となることから、今までにない全く新しい医学分野を開拓する可能性をも秘めていると言える。
上述のように、iPS細胞の医療への応用としては、様々な細胞や臓器に変化させて患者に移植する「再生医療」と、病気の状態を再現した細胞を作って治療薬の候補物質を探る「創薬」が2本柱として期待されている。
一方で、この技術を使えば男性から卵子、女性から精子を作ることも可能となり、同性配偶による子の誕生も可能にするため、技術適用範囲については大いに議論の余地が残っている。また、実際にヒトに応用するにはがん化リスクの低減が課題であり、新たなiPS細胞樹立方法の研究などが進められている。

## iPS研究に至る経緯

### それ以前
植物は基本的には組織切片から全体を再生することができる。例えばニンジンを5ミリメートル角程度に切り出し、エタノールなどにつけて消毒し、適切な培地に入れて適切な（温度・日照などの）条件におけば胚・不定芽などを経て生育し、元のニンジン同様の形になる（組織培養）。
しかし、（高等）動物では、受精卵以外の組織はこうした能力（全能性）を持たない。一方、培養下において、全ての組織に分化し得る能力（分化万能性）を持つ細胞は存在する。一般論をいえば、これらの分化万能性を持つ動物の細胞を適切な培地にいれて適切な条件で培養しても、秩序だった組織は形成されず、細胞の塊ができるだけである。しかし、これらの細胞から組織、器官を分化・形成させることができれば、ドナーからの臓器提供を受ける事無く欠損部位に必要な組織や器官を入手して移植することができる。また、ドナーに由来する組織を移植することに伴う拒絶反応の発生を抑制することも可能となると考えられる。そのため、培養による組織の形成には様々な試みがなされてきた。
ES細胞はその代表例であり、体を構成する様々な細胞に分化誘導できることが知られていた。しかしES細胞は発生初期の胚からしか得ることができず、ヒトES細胞については胚の採取が母体に危険を及ぼすことや、個体まで生育しうる胚を実験用に滅失してしまうことについては倫理的な問題が伴い、その作製や実験等には厳しい制約が課せられている。
そのため、皮膚や血液など、比較的安全に採取でき、かつ再生が可能な組織からの分化万能性をもった細胞の発見が期待されていた。

### iPS細胞樹立の背景
ヒトの体はおよそ60兆個の細胞で構成されているが、元をたどればこれらの細胞はすべて、たった一つの受精卵が増殖と分化を繰り返して生まれたものである。この受精卵だけが持つ完全な分化能を全能性 (totipotency) と呼び、ヒトを構成するすべての細胞、および胎盤などの胚体外組織を自発的に作り得る能力を指す。受精卵が胚盤胞まで成長すると、胚体外組織を形成する細胞と、個体を形成する細胞へと最初の分化が起こる。後者の細胞は内部細胞塊に存在し、胚体外組織を除くすべての細胞へ分化できることから、これらの細胞がもつ分化能を分化万能性または多能性 (pluripotency) と呼ぶ。この内部細胞塊から単離培養されたES細胞もまた分化万能性を持ち、個体を構成するすべての細胞に分化できる。なお、成人にも神経幹細胞や造血幹細胞など、種々の幹細胞が知られているが、これらの幹細胞のもつ分化能は、神経系や造血系など一部の細胞種に限られており、多分化能 (multipotency) と呼ばれている。
ES細胞などの分化万能細胞は、培養条件によって分化万能性を維持したまま増殖したり、多種多様な細胞へ分化することができる。しかしながら、同一個体においては、分化万能細胞も体細胞も核内にもつ遺伝子の塩基配列は（テロメアなど一部を除き）全く同一であり、分化能の違いは、様々な遺伝子の発現量と、それを制御するクロマチン修飾、およびDNAメチル化などのエピジェネティックな情報の違いに由来すると考えられている。例えば、ES細胞はOct3/4やNanogなどの遺伝子を発現してES細胞としての分化万能性を維持しているが、終末分化した体細胞ではこれらの遺伝子は発現していない。全ての体細胞はOct3/4やNanogの遺伝子を核内に持ってはいるが、様々な転写因子やエピジェネティック機構により、発現が抑制されている。
こうした遺伝子発現パターンの違いを解析し、人為的に切り替えることができれば、分化した体細胞を未分化な分化万能細胞へと戻すこと（初期化［リプログラミング］）ができると考えられていた。この仮説を裏付けていたのが、1962年にジョン・ガードンが核移植技術を用いてアフリカツメガエルのクローン胚作製に成功した事例にはじまるクローン動物の存在である。すなわち、体細胞の核を取り出し、核を取り除いた未受精卵内に移植することによって、核内の遺伝子発現パターンが未分化な細胞のパターンにリプログラムされることが示されている。また、体細胞をES細胞と融合させることにより、体細胞の遺伝子発現がES細胞様に変化することも知られていた。これはつまり、卵やES細胞の中に、核内のエピジェネティックな情報をリプログラムすることが可能な因子が含まれていることを意味している。ただし、その因子が一体何であるのかは、長い間謎に包まれていた。

## 研究の展開

### マウスiPS細胞の樹立
1. 生体から得た細胞を培養する。
2. ベクターを用いて分化万能性の獲得に必要な遺伝子を導入する（赤色が遺伝子導入された細胞）。
3. 細胞をいったん集め、ES細胞の培養法にしたがい、フィーダー細胞の存在下、専用培地で培養する。
4. 遺伝子導入された細胞の一部がiPS細胞となり、ES細胞様のコロニーを形成する。

山中らのグループは、体細胞を多能性幹細胞へとリプログラムする因子を探索する過程で、ES細胞に特異的に発現するFbx15という遺伝子に着目し、Fbx15遺伝子座中の構造遺伝子をネオマイシン耐性遺伝子と入れ換えたノックインマウスを作製していた。このマウスには明らかな異常は認められなかったが、山中らは『通常はFbx15を発現しない線維芽細胞が、何らかの方法で多能性を獲得するとFbx15を発現するようになる』との仮説を立て、このノックインマウス由来の線維芽細胞にレトロウイルスベクターを用いて候補遺伝子を導入した後、ES細胞増殖の条件でG418を添加して培養するという実験系を構築した（図）。彼らの仮説に基づけば、Fbx15を発現しない線維芽細胞はG418によって死滅するが、多能性を獲得した細胞はFbx15遺伝子座上のネオマイシン耐性遺伝子が発現し、G418耐性となって生き残ると考えられた。
ES細胞で特異的に発現し、分化万能性の維持に重要と考えられる因子を中心に、24個の候補遺伝子を選んで導入実験を行ったが、どの遺伝子も単独ではG418耐性を誘導できなかった。そこで24個すべての遺伝子を導入したところ、G418耐性の細胞からなるコロニーを複数形成することに成功した。この細胞を分離培養するとES細胞に酷似した形態を示し、長期に継代可能であった。彼らはこのES様細胞株を「iPS細胞」と命名し、24遺伝子の絞り込みを行い、最終的にiPS細胞を樹立するには4遺伝子で十分であることを突き止めた。この4遺伝子はOct3/4・Sox2・Klf4・c-Mycで、発見者である山中の名を取って“山中因子 (Yamanaka factors)”とも呼ばれている。これらの研究成果は、2006年8月にCell誌に掲載された。

### マウスiPS細胞作製法の改良
Fbx15遺伝子の発現によって選別され樹立されたiPS細胞（Fbx15-iPS細胞）は、細胞形態や増殖能、分化能などにおいてES細胞と極めて良く似ていたが、一部の遺伝子の発現パターンや、DNAメチル化パターンなどはES細胞と異なっていた。また、ヌードマウスの皮下に移植すると3胚葉成分からなる奇形腫をつくることができるが、胚盤胞に注入してもiPS細胞由来の細胞が混在したキメラマウスは産まれなかったことから、ES細胞と同様の分化万能性を持つとは言い難かった。山中らは、ES細胞の万能性維持に重要なNanog遺伝子の上流にGFPおよびピューロマイシン耐性遺伝子を挿入した遺伝子組換えマウスを作製し、このマウス由来の線維芽細胞に上述の4遺伝子を導入して、Nanogの発現レベルによってiPS細胞を選別、樹立した。2007年7月に発表されたこの改良iPS細胞（Nanog-iPS細胞）は、最初のiPS細胞（Fbx15-iPS細胞）に比べてよりES細胞に近い遺伝子発現パターンを示し、胚盤胞への注入により成体キメラマウスを得ることが可能で、さらにキメラマウスとの交配で次世代の子孫にiPS細胞に由来する個体が産まれること (germline transmission) が確認された。時をほぼ同じくして、マサチューセッツ工科大学 (MIT) のルドルフ・イエーニッシュらのグループ、ハーバード大学ハーバード幹細胞研究所のコンラッド・ホッケドリンガー (Konrad Hochedlinger) とカリフォルニア大学ロサンゼルス校 (UCLA) のキャスリン・プラース (Kathrin Plath) らのグループからも、同様の研究成果が報告された。
遺伝子導入によって多能性を獲得した細胞を選別する際に、Fbx15やNanogなど特定の遺伝子の発現を指標とする場合、GFPや薬剤耐性遺伝子などのレポーター遺伝子を特定の遺伝子座に組み込んだトランスジェニックマウスやノックインマウスなどの遺伝子改変動物が必要となる。しかし、ヒトの細胞に対してこれらの遺伝子改変技術は適用できないため、ヒトiPS細胞の樹立に際して大きな障害となっていた。2007年8月、ヤニッシュらのグループは、野生型マウス由来の線維芽細胞に4遺伝子を導入後、細胞の形態変化によってiPS細胞を選別、単離することに成功し、遺伝子改変マウスを用いなくてもiPS細胞が樹立できることを報告、ヒトiPS細胞の樹立へと道を拓いた。同年9月には、カリフォルニア大学サンフランシスコ校のミゲル・ハマーリョ-サントス (Miguel Ramalho-Santos) らのグループも、薬剤による選別を行わず、c-Mycの代わりにn-Mycを、またレトロウイルスベクターの一種であるレンチウイルスベクターを用いてiPS細胞を樹立した。
iPS細胞の癌化への対策についても、様々な方法が試みられている（後に詳述）。

### ヒトiPS細胞の樹立
マウス（ハツカネズミ属）とヒト（ヒト属）は遺伝子レベルで多くの類似性があるものの、マウスES細胞とヒトES細胞とでは、培養法や発現している遺伝子の種類などにおいていくつか異なる点がある。マウスiPS細胞の成功を受けて、同様の手法がヒトへも応用可能であるか大きな関心が集まった。
山中ら京大グループは、マウスiPS細胞の樹立に用いた4遺伝子のヒト相同遺伝子であるOct3/4・Sox2・Klf4・c-Mycを、ヒト由来線維芽細胞（36歳女性の顔面の皮膚由来の線維芽細胞、69歳男性由来の滑膜細胞、および新生児包皮由来の線維芽細胞）に導入してヒトiPS細胞の樹立に成功した。また、世界で初めてヒトES細胞を樹立したことで知られるジェームズ・トムソンらのグループも、山中らがマウスiPS細胞を初めて樹立した時と同じ戦略を用い、14個の候補遺伝子の中からOct3/4・Sox2・Nanog・Lin28の4遺伝子を選び出してヒトiPS細胞の樹立に別個に成功した。両グループの研究成果は、2007年11月20日、山中らの報告がセル誌に、トムソンらの報告がサイエンス誌にそれぞれ同日発表された。そのわずか後の12月には、ハーバード幹細胞研究所のジョージ・デイリー (George Daley) らのグループも、Oct3/4・Sox2・Klf4・c-Mycの4遺伝子にhTERT・SV40 large Tを加えた6遺伝子を用いてヒトiPS細胞の樹立に別個に成功しており、競争の激しさが窺える。この報告では、山中らやトムソンらが市販されている培養細胞を用いたのとは異なり、成人男性の手掌の皮膚から採取した細胞をもとにiPS細胞を樹立しており、実際にヒトの個体からiPS細胞を樹立可能であることが示された。

### 特許権をめぐる競争
ヒトiPS細胞の樹立については、山中ら京大グループよりもバイエル薬品が先行していた可能性が指摘された。山中らの実験を聞いた2006年8月に開発に着手し、2007年春には作製に成功していたという。これは山中らの論文発表（2007年11月）に先行する。一方、実際の特許出願時期は、バイエル社の2007年6月に対して京大グループは2006年12月であり、山中らの方が先んじていたことが判明している。しかしながら、特許記載内容からも、ヒトiPS細胞はこの時点で作製されておらず、2007年7月に作製されたことが公表されている。2011年8月現在、日本、アメリカ、ヨーロッパ等で特許が成立している。バイエル社の樹立法は山中らの樹立法と異なる点もあるので、バイエル社の特許は方法を限定して部分的に認められる可能性もある。同様のことは、アメリカの研究グループの方法についても当てはまる。その後、バイエル薬品が出願していた特許はアメリカのベンチャー企業アイピエリアンに権利が移り、2010年イギリスで特許が成立した。2011年2月1日、アイピエリアンが京都大に特許を無償譲渡し、京都大が同社に特許使用を許諾することで合意したことが発表され特許紛争は回避された。
2016年現在、京都大学iPS細胞研究所は欧米など30以上の国・地域で基本特許を保有、特許管理会社を通じてライセンスを無償提供している。
2015年1月28日、東京大学と特許管理会社のiCELLが「胚盤胞補完法」と呼ばれるiPS細胞を使って臓器を再生する特許が日本で成立する見通しになったと発表。同特許は英国で既に成立している。iPS細胞自体を作製する技術の特許は京都大学が取得しているが、同特許はiPS細胞を使って臓器を再生する特許となる。
2016年1月4日、東京大学の中内啓光教授らのグループが、がん細胞や感染症のウイルスを攻撃する免疫細胞をiPS細胞を使って再生する技術の基本特許が米国で成立したと発表。
2017年12月6日は山中伸弥教授は「iPS細胞の備蓄は公共事業」と強調、「価格を上げるべきではない」と富士フイルムに子会社のセルラー・ダイナミクス・インターナショナルが持つiPS細胞作製の特許料を下げるように要請した。さらに2017年12月12日iPS細胞に遺伝子を入れるベクターに富士フイルムの特許に抵触する恐れがある大腸菌DNAではなく、センダイウイルスを使った新しい製作法の採用も検討すると発表した。

### iPS細胞樹立に対する世間の反応
iPS細胞樹立の成功により、ES細胞の持つ生命倫理上の問題を回避することができるようになり、免疫拒絶の無い再生医療の実現に向けて大きな一歩となった。2007年11月には宗教界からの評価の一例として、ローマ教皇庁（ローマ法王庁）の生命科学アカデミー所長のエリオ・スグレッチャ司教（肩書きはいずれも当時のもの。なお、同司教は2010年11月に枢機卿に親任されている）は「難病治療につながる技術を受精卵を破壊する過程を経ずに行えることになったことを称賛する」との趣旨の発表を行った。
またこの成功に対して、2007年11月23日に日本政府が5年間で70億円を支援することを決定。さらに、山中は2010年4月より京都大学iPS細胞研究所長を務めている。
「成熟細胞が初期化され多能性をもつことの発見」により、山中は2012年のノーベル生理学・医学賞を受賞した。

## iPS細胞の課題

### がん化・奇形腫の形成
iPS細胞に於けるがん化の懸念は、少なくともタイプが2つ想定される。ひとつは初期化因子の導入に伴う遺伝子異常、もう一つは分化しきれないままに、万能性を残した細胞の残存による奇形腫(テラトーマ)の形成である。マウスの実験において表面化した最大の懸念は、iPS細胞のがん化であった。iPS細胞の分化能力を調べるためにiPS細胞をマウス胚盤胞へ導入した胚を偽妊娠マウスに着床させ、キメラマウスを作製したところ、およそ20%の個体においてがんの形成が認められた。これはES細胞を用いた同様の実験よりも有意に高い数値であった。この原因は、iPS細胞を樹立するのに発がん関連遺伝子であるc-Mycを使用している点と、遺伝子導入の際に使用しているレトロウイルスは染色体内のランダムな位置に遺伝子を導入するため、元々染色体内にある遺伝子に変異が起こり、内在性発がん遺伝子の活性化を引き起こしやすい点が考えられた。
このため、iPS細胞を作出するのに、がん遺伝子を使わない手法の開発が多くのグループにより進められている。2007年12月には、c-Mycを除くOct3/4・Sox2・Klf4の3因子だけでも、マウス・ヒトともにiPS細胞の樹立が可能であることが山中らによって示され、iPS細胞が癌化するのを抑えるのに成功した。ほぼ同時にヤニッシュらのグループも同様の実験にマウスで成功している。しかし、作出効率が極めて低下するとの問題があり、効率を改善する手法の開発が進められている。2011年6月9日、Oct3/4・Sox2・Klf4の3因子にGlis1という遺伝子を加えることで、c-Mycを加えた時と同様の作製効率となる上に癌化するような不完全なiPS細胞の増殖も防ぐという研究が山中らによって発表されている。
また、レトロウイルスを用いずiPS細胞を作出する手法の開発も進められている。慶應義塾大学医師の福田恵一らのグループではTリンパ球にセンダイウイルスを導入する方法を報告している。2009年3月には、英エディンバラ大学の梶圭介グループリーダーらにより、ウイルスを使わないでiPS細胞を作製する方法が発表された。
他にも、プラスミドと呼ばれる環状のDNAをベクターとして用いるという方法を、2008年、京都大学iPS細胞研究所の沖田圭介らのグループが発表した。この方法の場合、導入した遺伝子が染色体に取り込まれることが無いため、ウイルスベクターを用いる方法と比べ安全性が高い。しかし、iPS細胞生成の効率が低いことが課題だった。そこで彼らは、プラスミドを使用する方法を更に改良し、2011年4月には細胞内で自律的に複製されるエピソーマル・プラスミドを使用し、加えて初期化因子としてOct3/4、Sox2、klf4、lin28、L-Myc、p53shRNAの6つの因子を使うことで、iPS細胞の作製効率を高める事に成功した。
さらに、体細胞に分化する過程で生じた変異が蓄積することも明らかになっており、iPS細胞の作出に用いた体細胞核にも何らかの変異が生じている可能性がある。この場合、がん化に限らず、様々な疾患等のリスクになり得ることが指摘されている。

### 倫理的問題
ES細胞をつくるときには、未受精卵を受精させるなどして、一度発生させ、発生を開始した胚をばらばらにして、その細胞を培養しES細胞を作製する。ES細胞において最大の倫理的な問題は、発生を開始した胚をつぶす必要があるという問題であった。iPS細胞は、体細胞から直接初期化できるため、この問題を孕まない。
ヒトの臓器をつくるときに、動物の体内で臓器をつくるアイデアがある。例えば、ヒトのiPS細胞を、すい臓ができないブタの胚に入れ、ブタの子宮に戻すことで、ブタの体内でヒトのすい臓を育てるというアイデアである。しかし、2016年現在、日本では、ヒトの細胞を入れた動物の胚を、子宮に戻して育てることは法律（ヒトに関するクローン技術等の規制に関する法律）で禁止されているが、アメリカでは禁止されていない。
2012年10月、京都大学の斎藤通紀らのグループがマウスにおいてiPS細胞から精子と卵子を作製し、それらを元に受精、出産に成功したと発表した。これにより、不妊治療への応用の道が開かれた半面、「同性愛者間での妊娠・出産の是非」や、「同一人物の精子と卵子を受精させ、出産させる」ことが可能であるという倫理的問題が浮上している。

### 拒絶反応
従来はiPS細胞は、元になる細胞を提供した個体に戻しても拒絶反応は起こらないと考えられていたが、マウス実験ではiPS細胞でも拒絶反応が起こりうることが報告された。しかし逆の結果を示す実験結果も報告されており、現時点ではiPS細胞に対して免疫拒絶反応が起こり得るかどうかは決着がついていない。

### 初期化の原理解明
iPS細胞の樹立にあたって分化能や多能性に劣るものも発生していたが、どのような仕組みでそうなるのかわかっていなかった。2014年8月、高橋和利らのグループは、内在性レトロウイルス(HERV-H)がiPS細胞の樹立に関与していることを発表した。

### 日数・コストの問題
iPS細胞の作成にはかなり長い日数がかかる。まず1ヶ月から2ヶ月かけてiPS細胞を作り、そこから目的細胞の作成にさらに数ヶ月かかる。また、目的細胞により作成効率がまちまちなのも問題である。そこで、免疫応答の少ない人から作った細胞をストックしておく、他家移植が対応案として考えられている。
コストの問題も大きい。例えば、理化学研究所多細胞システム形成研究センターの高橋政代らが2014年に行った、網膜上皮細胞に分化させて細胞シートを作ることで加齢黄斑変性症を治療する再生医療の研究では、細胞の作製だけで5000万円が費やされた。医療への目覚ましい貢献は期待されるが、ここまでコストが高いと現行の保険制度を崩壊させるおそれがあるため、現状では実用には向かないといえる。
2025年3月18日、京都大iPS細胞研究財団は、大阪市の中之島クロス内にiPS細胞の自動培養装置を13台備えた専用施設を設置し、従来は1人当たり数千万円と見込まれていたマイiPSのコストを100万円程度に下げる研究を開始したと発表した。

## 創薬や再生医療への応用

### 加齢黄斑変性の治療
今、iPS細胞を用いた再生医療研究の中で最もヒトへの応用が近いとされるものが加齢黄斑変性に対する再生医療である。この病はアメリカに於ける中途失明の原因の一位とされ、日本に於いても高齢化や生活の欧米化等より、近年著しくその患者数を増やしている。この病には滲出型と萎縮型があり、前者に関しては血管の新生を抑える薬を眼に注射する方法や、レーザーを照射し、新生血管を閉じる治療などが行われているが、萎縮型の加齢黄斑変性に対する有効な治療法は今のところは無い。また、レーザーを照射するといった既存の治療の場合、新生血管と接触する網膜の視細胞をも破壊してしまい、光が感知出来なくなる点、絶対暗点を生じさせるといった問題点もある。このような問題に対し、以前に他人から提供された眼や胎児細胞を使った網膜色素上皮細胞の再建が海外で試されることもあった。しかしながら、この方法では強力な拒絶反応が起きるとされ、実用には及ばなかった。この課題について、本人の細胞から作製するiPS細胞由来の網膜色素上皮細胞を使うことで解決が出来ると考えられている。
なお、網膜色素上皮細胞は一種類の細胞から成る一層のシート状の構造をしており、他の「複雑な組織と比べ作製し易い組織といえる。さらに、「色素」という名前が示すように、黒い色素がついており、他の細胞と区別がし易く、使いやすい細胞といえる。移植する細胞数が少なく、元々腫瘍化しにくい組織なので、安全性も高い。万が一癌化した場合も、レーザー治療などで比較的簡単に対処が出来る。以上の理由により、他の再生医療と比べてリスクの排除がし易いというメリットがある。ただし、未知のリスクは排除しきれないことに加え、シートの移植には通常の眼科手術が必要で、その手術に伴う危険性は存在しうる。更なる課題として、将来、多くの患者が利用する為には、網膜色素上皮細胞の製作時間の短縮、製作費用の削減する工夫が必要とされる。

#### 理化学研究所など
2013年2月28日、高橋政代をプロジェクトリーダーとする理化学研究所と先端医療振興財団のチームが世界で初めてiPS細胞を使った目の難病（加齢黄斑変性）の臨床研究の計画書を厚労省に提出、厚労省は3月27日に18人の専門家らが参加する『ヒト幹細胞臨床研究に関する審査委員会』を開催し、理化学研究所、先端医療振興財団が申請したiPS細胞を使った初の臨床研究計画について審査を始めた。同年6月27日、厚生労働省の「ヒト幹細胞臨床研究に関する審査委員会」は理化学研究所などが申請していたiPS細胞で目の難病「加齢黄斑変性」を治療する臨床研究の実施を条件付きで了承した。臨床研究では、患者の皮膚からiPS細胞を作り、シート状に培養して網膜に貼り付ける方法をとり、既存の薬物治療などでは効果がない6人の患者が対象となる。7月19日、田村憲久厚生労働相は実施計画を正式に承認した。同年8月1日より加齢黄斑変性の患者の募集を始め、臨床研究が開始された。2014年9月12日、理化学研究所発生・再生科学総合研究センターと先端医療センター病院がiPS細胞から作った網膜の細胞を、「加齢黄斑変性」の患者に移植する臨床研究の手術を行ったと発表。今回は安全性の確認を目的とした臨床研究であり、実際に患者の体に移植したのは世界初となる。患者女性の腕から直径約4ミリの皮膚を採取し、6種類の遺伝子を組み入れてiPS細胞を作製。さらに特殊なたんぱく質を加えて網膜組織の一部「網膜色素上皮」に変化させ、約10ヵ月かけてシート状に培養した後、長さ3ミリ、幅1.3ミリの短冊形に加工。手術は同日14時20分執刀開始、同16時20分に終了(手術時間2時間)。（「高橋政代」も参照）
一夜明けた9月13日、患者は「見え方が明るくなった」と話している。ただし、この見え方の変化に原因が、手術で病気の部分を取り除いたことによるものなのか、それとも移植したiPS細胞が機能していることによるものなのかについては、まだ判明していない。目の検査では、異常はなかったという。
9月18日、合併症等の有害事象の発生はなく、移植したiPS細胞シートは所定の位置に留まっており異常なく、経過良好で患者退院。iPS細胞シート移植の安全性や視機能への影響を客観的に評価するためには、約1年間の観察期間が必要としている。
2015年3月20日、プロジェクトリーダーの高橋政代が神戸市で開かれた日本再生医療学会で講演し、2例目の患者は京都大学などが整備を進める「iPS細胞ストック」の細胞を活用し、他人のiPS細胞を使うことを明かした。患者本人の細胞を使えば免疫拒絶が起こる可能性は低いが、治療に膨大な費用と時間がかかるため、拒絶反応が起こりにくいタイプのiPS細胞を利用する。
2015年10月2日、加齢黄斑変性症の手術から1年が経過したことを受け、理化学研究所多細胞システム形成研究センターと先端医療振興財団が、神戸市内で記者会見を行い、手術から1年を過ぎた患者の状態について、「がんなどの異常は見られず、安全性の確認を主目的とした1例目の結果としては、良好と評価できる」と発表した。視力は術前とあまり変わらない0.1程度を維持しており、患者女性は「明るく見えるようになり、見える範囲も広がったように感じる。治療を受けて良かった」と話していると報告された。
2017年3月16日、理化学研究所や先端医療センター病院などの共同研究グループは手術を受けた女性の術後1年半の経過を報告し、腫瘍形成や拒絶反応は見られず安全性が確認できたと発表した。この結果はアメリカの科学雑誌「ニューイングランド・ジャーナル・オブ・メディシン」に掲載された。
2017年2月2日、神戸市立医療センター中央市民病院、大阪大学大学院医学系研究科、京都大学iPS細胞研究所、理化学研究所が申請していた他人由来のiPS細胞を使った滲出型加齢黄斑変性症の臨床試験に対し厚生労働省が計画を了承した。他人由来のiPS細胞を使った臨床研究は世界初となる。2017年4月から5人の患者に移植が実施された。
2019年4月18日、理化学研究所が他人由来のiPS細胞を使った滲出型加齢黄斑変性の治療を受けた5人の患者の術後1年の経過を報告。安全性が確認され、視力低下も抑えられた。5人とも移植細胞が定着しており、損なわれた目の構造が修復できたことも確認した。1人で軽い拒絶反応が出たが、ステロイド剤の投与で抑え込むことができた。高橋政代プロジェクトリーダーは「実用化に向け7合目まで来た」と評価した。
2023年3月24日、日本再生医療学会総会で理化学研究所が2014年にiPS細胞からつくった細胞移植の世界初の症例となった、加齢黄斑変性の患者の長期間の経過を「加齢黄斑変性に対する自家iPS細胞由来網膜色素上皮シート移植後7年の経過」の演題で報告した。報告では、術後7年の時点でも、iPS細胞からつくった細胞シートは、移植された場所にとどまり、腫瘍化など異常な細胞増殖もみられなかった。7年以上にわたって、治療薬の注射をしなくても、矯正視力は0・09のまま保たれていたとした。患者は移植までに、血管がつくられるのを防ぐ治療薬を計13回、眼球に注射して視力の悪化を抑えていた。しかし、矯正視力は0・09まで下がっていた。研究チームは、薬による治療を繰り返しても低下し続けていた視力が、移植後は下がらずに維持されていることなどから、「長期間の安全性と一定の効果が確認された」とし、執刀医であった栗本医師は「世界初の移植で安全性を懸念する声もあったが、計画どおりの結果を示せてとてもうれしい。この治療がどの施設でも誰でも行えるよう開発を続けたい」とコメントした。

#### 住友ファーマ
2023年2月8日、住友ファーマがiPS細胞を使った加齢黄斑変性症の治験を始めると発表。治験では健康な人のiPS細胞から網膜の細胞を作り、液体の状態で患者に移植する。2014年の理化学研究所の成果を踏まえ、2025年度の実用化を目指すとしている。

### 角膜移植の治療
大阪大学
2018年12月26日、大阪大学の審査委員会は損傷した角膜を再生する臨床研究を大筋で認めたと発表。2019年5月にも1例目の移植を行い、2024年度の実用化・保険収載化を目指すとしている。計画ではiPS細胞を角膜の細胞に育ててシート状に加工した上で患者に移植し、1年間安全性を調べる。角膜が透明になり、視力が回復すると期待する。順調に進めば企業主導の臨床試験（治験）に移行する予定。2019年1月16日、大阪大学は臨床研究計画を国に申請した。
2019年8月29日、大阪大学は角膜の最も外側の上皮という部分に障害が生じて角膜が濁る「角膜上皮幹細胞疲弊症」の40代の女性に対し、iPS細胞から作成した角膜シートの移植手術を7月に実施したと発表。女性は両目が失明状態であったが術後、本や新聞が読める程度まで視力が回復している。
2022年４月4日、大阪大学は「膜上皮幹細胞疲弊症」の患者4人に対してiPS細胞から作成した角膜シートを移植する臨床研究の経過を報告し、移植後1年で有害事象は認めなかったと報告した。症状の改善について4人は角膜の濁りなどが改善。うち3人はめがねやコンタクトレンズで矯正した視力が手術前の0.15以下から、移植から1年後には最高で0.7まで回復した。
藤田医科大学、慶応大学
2023年3月23日、藤田医科大学と慶応大学のチームが、失明する恐れがある「水疱性角膜症」の治療の臨床研究で、iPS細胞から作製した角膜の細胞を目に移植する手術を行ったと発表した。移植手術の1例目は2022年10月、慶応大病院で行われ、患者は過去に角膜移植を2度行ったが、再び発症した70歳代男性で、他人のiPS細胞を内皮細胞と同じ機能を持つ細胞に変化させ、約80万個を男性の角膜の内側に注入した。2023年1月、第三者の専門家委員会は、安全性に問題はないとする評価結果をまとめた。また、水分がたまって厚くなっていた角膜が薄くなり、透明度も改善されたという。チームは手術後、1年かけて経過観察し、視力回復などの有効性も確かめる。実用化すればドナー不足を補うことが期待される。

### 網膜色素変性症
2020年6月11日、厚生労働省の専門部会は神戸市立神戸アイセンター病院の臨床研究の実施を了承した。計画では、京都大学に備蓄された他人のiPS細胞から、光に反応する視細胞を含んだ網膜の組織をシート状にして目に移植する。
2020年10月16日午後6時、神戸市立神戸アイセンター病院は会見を開き、関西在住の60代の女性の目に、他人のiPS細胞から作った視神経細胞シートを移植する手術を世界で初めて行ったと発表した。「視細胞」を直径1ミリ、厚さ0.2ミリのシート状にして3枚移植し、手術は約2時間。グループによると、今回移植されたシートはごく小さいため大幅な視力の回復は難しいが、今後1年かけて安全性などを確認し、将来の治療法確立を目指すとしている。
2022年10月15日、神戸アイセンター病院が会見し、「視細胞シート」を移植した患者2人に関して、移植後1年間の経過観察で移植した視細胞は網膜に正常に定着していて、拒絶反応やがん化といった合併症は起きておらず、治療方法の安全性を確認することができたと発表した。うち１人については視機能の改善も確認されたといい、「想定以上の成果だ」とした。今後はさらなる有効性の確認を急ぐとしている。

### 水疱性角膜症
2021年6月30日、藤田医科大学、慶応大学のチームのiPS細胞からつくった角膜の細胞を移植す治療法が臨床研究計画が厚生労働省の部会で了承された。
2025年1月14日、藤田医科大学と慶応大学のチームは、水疱性角膜症の患者の目に、iPS細胞で作った角膜の細胞を移植する1例目の臨床研究で、移植から1年後に矯正視力が0.02から0.5に回復したと発表した。チームは2022年10月、70代男性に移植手術を実施し、健康な人のiPS細胞から作った角膜内皮と同じ働きをする細胞約80万個を患者の左目に注射器で注入した。本研究成果は、2025年1月13日（米国時間）に科学誌「Cell Reports Medicine」に掲載された。

### 進行性骨化性線維異形成症の治療
2017年8月1日、京都大学の戸口田淳也、池谷真らの研究グループが進行性骨化性線維異形成症の治療薬として「ラパマイシン」をiPS細胞を使って見つけ、臨床試験を開始すると発表した。iPS細胞を使った創薬の治験は世界で初めてとなる。この成果に対し、iPS細胞の開発者山中伸弥は「ヒトiPS細胞ができて10年の節目に治験開始の発表をできることをうれしく思う。治験をきっかけに創薬研究がますます活発に行われ、他の難病に対する治療法の開発につながることを期待している」とコメントした。
2017年10月5日、京都大学病院は「ラパマイシン」を用いた臨床試験を開始したと発表した。iPS細胞を使って発見した薬を用いた世界初の臨床試験となる。
2020年6月5日、京都大学iPS細胞研究所は「ラパマイシン」の予防的投与効果の検証をFOPモデルマウスで行い、ラパマイシンは異所性骨化形成の初期段階である炎症期にも抑制効果を示し、筋損傷後に誘発される非損傷部位の異所性骨化に対しても抑制効果を示したと発表。同研究は研究成果は2020年5月24日付けで「Orphanet Journal of Rare Disease」で公開された。

### ペンドレッド症候群の治療
2017年1月、慶応大学のグループが進行性の難聴を引き起こす遺伝性の難病である、ペンドレッド症候群の原因を患者のiPS細胞を利用して明らかにし、新たな治療法を発見したと発表した。同成果はアメリカの科学雑誌Cellに掲載された。
2018年5月、慶応大学のグループはペンドレッド症候群に対し、免疫抑制の用途で使われる既存薬「ラパマイシン」を低用量で投与する治験を開始したと発表。

### パーキンソン病の治療

#### 京都大学
2014年2月、京都大学iPS細胞研究所の高橋淳らのグループがドーパミンを分泌する神経細胞を大量に作製する方法に成功。研究グループは同年6月をめどに、パーキンソン病の臨床研究のための安全性の審査手続きを厚労省に申請すると報道されており、2013年11月に成立した再生医療安全性確保法に基づいた初めての臨床研究になる見込みである。
更に2014年8月には、2015年に自分の細胞から作製したiPS細胞による臨床研究を開始し、2018年には再生医療を実現させる構想を発表。2018年には自己由来のiPS細胞による再生医療と、健康な他人由来の細胞について治験をスタートさせる計画を明らかにした。2017年8月30日、京都大学iPS細胞研究所が人間のiPS細胞から作ったドーパミン神経細胞をパーキンソン病のサル11頭に移植し経過を観察した結果を発表した。その結果、運動能力の低下や手足の震えなどの症状が軽減し、運動量が増えた。
2018年11月9日、京都大学の高橋淳らのグループが、iPS細胞から育てたドーパミンを分泌する神経細胞を作製し、2018年10月に患者の脳の左側に約240万個の細胞を、特殊な注射針で移植したと発表した。iPS細胞から作った神経細胞をパーキンソン病患者に移植した手術は世界初の成果となり、日本国内でのiPS細胞の移植は加齢黄斑変性に続いて2番目となる。また本研究は「臨床研究」ではなく、保険収載を念頭においた「臨床試験（治験）」であり、iPS細胞の移植の臨床試験は日本国内において初となる。研究チームは今後2年をかけて安全性と治療効果を評価するとしている。
2024年1月11日、京都大学は2021年に予定していた合計7例への細胞移植を完了し、2023年末をもって細胞移植後の検査や観察が終了したことを報告、今後、データ固定後に統計解析を行って治験結果をまとめたあと、論文等にて公表を予定と発表した。
2025年4月17日、京都大学病院が実施したiPS細胞で作った神経細胞の移植による治験で4名の患者の症状が改善し、論文が4月17日に科学雑誌Natureに掲載されると報道された。

#### 慶応大学
2018年10月19日、慶応大学のグループがPS細胞から神経細胞を作製、既存薬約1200種類を調べ高血圧の薬である「ベニジピン」が治療薬候補になりうることを発見したと発表した。同発表は、アメリカ科学誌「ステムセル・リポーツ」に掲載された。

#### 住友ファーマ
2024年3月28日、住友ファーマが、アメリカでパーキンソン病を対象に他家iPS細胞由来ドパミン神経前駆細胞（DSP-1083）の第1/2相臨床試験を始める準備が整ったと発表。
2025年8月5日、住友ファーマが、「非自己iPS細胞由来ドパミン神経前駆細胞」の製造販売の日本国内における承認申請を行った。前述のNature誌に掲載された京都大学医学部附属病院の医師主導治験による治験データに基づく申請。

### アルツハイマー病
2017年11月22日、京都大学の井上治久教授らはiPS細胞を活用してアルツハイマー病の患者の細胞を再現し、発症原因とされる物質を減らす3種類の薬の組み合わせを発見しCell Reports電子版に掲載された。3種類の薬はパーキンソン病などの薬「ブロモクリプチン」、ぜんそくの薬「クロモリン」、てんかんの薬「トピラマート」の3種の組み合わせが最も効果があり、アルツハイマー病の原因の一つとされるアミロイドベータの蓄積量を30～40%低減させることに成功した。
2020年6月4日、京都大学と三重大学のグループは、アルツハイマー病の患者に「ブロモクリプチン」を投与する医師主導第Ⅰ/Ⅱ試験を開始すると発表。iPS細胞の研究をもとに、アルツハイマー病の薬の治験をするのは世界で初となる。
2022年6月30日、京都大学と三重大学のグループは、計8人の患者が治験に参加し、新たな副作用はなく、症状の進行を抑える傾向もみられたと発表した。
2025年6月3日、東和薬品、京都大学、三重大学のグループは、家族性アルツハイマー病の患者に「ブロモクリプチン」を投与する第2/3相企業治験を2025年5月から開始したと発表。対象となるのはプレセニリン1遺伝子に変異があるタイプのアルツハイマー病患者で治験参加者は24人(実薬群12人、プラセボ群12人)、2028年3月まで実施し有効性と安全性を確認する予定。プレセニリン1に変異があるタイプの家族制アルツハイマー病の患者は日本国内に100人前後と推定されている。

### 筋萎縮性側索硬化症
- ボスチニブ

2012年8月、京都大学iPS研究所、筑波大学などが、筋萎縮性側索硬化症（ALS）患者のiPS細胞から治療薬の候補物質を見つけ出すことに成功したと発表した。
2017年5月24日、京都大学iPS研究所のチームが患者の皮膚から採取して作成したiPS細胞を用いた実験で慢性骨髄性白血病の治療薬である「ボスチニブ」がALSの進行を遅らせることを発見したと発表した。SOD1遺伝子の変異のある家族性ALSにも孤発性ALSどちらにも効果を認めた。同研究は米医学誌「Science Translational Medicine」に掲載された。
2019年3月26日、京都大学iPS研究所のチームが「ボスチニブ」を使った安全性を評価する医師主導の臨床試験（治験）を始めたと発表した。
2021年9月30日、京都大学iPS研究所のチームが「ボスチニブ」を使った第1相試験（治験）の結果を報告した。第1相試験では20歳以上80歳未満の比較的軽症の12人の患者にボスチニブを投与し、用量が多く肝機能障害が出て投薬を中止した3人を除く9人で効果を検索した。100～300mg/日を12週間投与、投与期間中と終了後に、会話や食事、歩行などをもとにALSの重症度を評価すると、9人中5人で病気の進行が3カ月止まったという結果が得られた。研究グループはより多くの患者を対象とした第2相試験を計画していた。
2022年4月15日、　京都大学iPS細胞研究所などのチームは、ALS患者を対象にボスチニブの有効性および安全性を評価することを目的とした第2相医師主導治験を開始したと発表した。第2相医師主導治験は、多施設共同非盲検試験。20歳以上75歳以下のALS患者25例の対象にボスチニブの24週間投与時の有効性および安全性を探索的に評価することを目的に実施される。京都大学医学部附属病院、北里大学病院、鳥取大学医学部附属病院、奈良県立医科大学附属病院等の7施設で実施される予定。
2024年6月12日、京都大学iPS細胞研究所などのチームは、第2相臨床試験の結果を発表、少なくとも半数にALSの症状の進行の抑制が確認されたとし、有効性に関する基準において、主要評価項目2つを達成し、副次評価項目の2つのうち1つは満たさなかったものの、1つは達成したとした。第2相臨床試験は多施設（京都大学、徳島大学、北里大学、鳥取大学、奈良県立医科大学、東邦大学、広島大学）で、1日に1回、24週にわたり比較的軽症の26人（40代～60代男女）に投与し、データは別のALS治療薬の治験のプラセボ(偽薬)などと比較した。
- ロピニロール

2018年10月13日、慶應義塾大学のチームがパーキンソン病の既存薬である「ロピニロール塩酸塩」がALSに効果があることを発表した。家族性ALSの患者から採取した細胞から作ったiPS細胞で、病気の状態を再現。約1230種の薬を試し、パーキンソン病の既存薬の「ロピニロール塩酸塩」で効果を発見した。22タイプの孤発性ALSのうち約7割にあたる16タイプで効果を確認した。
2018年12月、慶応大学のグループは「ロピニロール塩酸塩」に対する治験を開始したと発表。治験を受ける患者はALSを発症して5年以内で、20～80歳の20人。慶応大学病院で「ロピニロール塩酸塩」を少なくとも6カ月間投与して安全性などを確かめる。iPS細胞による治験は京都大学病院が筋肉の「進行性骨化性線維異形成症（FOP）」、慶応大病院の「ペンドレッド症候群」続いて日本国内3例目となる。
2021年5月20日、慶應大学のグループは医師主導治験の結果を発表し、ロピニロールにより症状を7ヵ月遅らせる効果を確認したと発表した。ALSの患者合20人に対してロピニロールを投与したところ、半年間だけ薬を飲んだグループでは1年後におよそ9割が歩けなくなったり、会話ができなくなったりしたのに対し、1年間飲み続けたグループではおよそ4割にとどまり、データを解析したところ、症状の進行を7ヵ月分遅らせるという結果になった。同研究は2014年にブームになったアイス・バケツ・チャレンジにより日本ALS協会に寄せられた寄付の一部から研究費の交付を受けており、Natuer誌に掲載された論文の謝辞にIBC grant from the Japan ALS Associationと明記されている。
2023年6月2日、慶応大学の研究チームは、1万人以上のALS患者の病状を登録している国際的なデータベースを使い、改めて治験の結果を詳細に比較検討したところ、１年間の服用で病気の進行を約7カ月遅らせられることが判明し、既存薬を上回る有効性だったことを発表した。研究チームは「2024年にも第3相臨床試験を行い、順調に進めば数年後の実用化を目指す」としている。

### 脊髄損傷の治療
2014年3月6日、慶應大学の中村雅也准らのグループが京都市で開かれた日本再生医療学会で、脊髄損傷の患者に対するiPS細胞の臨床研究を2017年度に始める計画を発表した。
2018年11月13日、慶応大学の岡野栄之（生理学）と中村雅也（整形外科）らのグループが計画する脊髄損傷の患者にiPS細胞から作成した神経前駆細胞を移植し、機能改善を試みる世界初の臨床研究計画について、同大学の審査委員会は、実施を大筋で認めた。計画では、脊髄を損傷し感覚が完全に麻痺した18歳以上で、損傷から2～4週間経過した患者4人に対し、京都大学iPS細胞研究所に備蓄するiPS細胞から分化させた、神経前駆細胞を1人当たり約200万個作って損傷した部位に移植。他人由来の細胞移植となるため免疫抑制剤も投与し、リハビリも行う。その後1年かけて有効性や安全性を確認する。試験は2019年に実施予定。2019年2月18日、厚生労働省の再生医療等評価部会は慶応大学の臨床研究計画を了承した。
2021年7月1日、慶応大学のグループは臨床研究のを希望する患者の受け付けを開始した。
2022年1月14日、慶応大学のグループは2021年12月にiPS細胞から作った細胞を脊髄損傷の患者に移植する世界初の手術をしたと発表した。
2023年2月1日、慶応大学のグループは、慢性期完全脊髄損傷のラットにiPS細胞由来の細胞を投与し、運動機能の一部を回復させることに成功した。
2023年6月７日、慶応大学のグループは、「慢性期脊髄損傷」の患者に対する治験を2024年度に開始すると発表。

### 常染色体優性多発性嚢胞腎
2023年12月1日、京都大学のグループがiPS細胞から作製した腎集合管オルガノイドを使って、多発性嚢胞腎モデルの作製に成功し、さらに疾患モデルを活用して常染色体優勢多発性嚢胞腎(ADPKD)の治療薬候補として、レチノイン酸受容体（RAR）作動薬（タミバロテン）の同定に成功したと発表した。同研究は、アメリカの科学雑誌「Cell Reports」で公開された。研究チームは、「既に臨床で使われている薬なので新規の薬を作るより早く患者に届けることができる」としている。
2024年12月、京都大学からスピンアウトしたスタートアップ企業のリジェネフロ株式会社が、京都大学の研究成果をもとに、RAR作動薬であるタミバロテンを常染色体優性多発性嚢胞腎（ADPKD）に投与する前期第二相臨床試験を開始。

### 視神経細胞作製
2015年2月10日、国立成育医療研究センターなどからなる研究グループが、ヒトのiPS細胞（人工多能性幹細胞）から神経線維(軸索)を有する視神経細胞の作製に世界で初めて成功したと公表し、同時に電子版の英科学誌に論文を掲載した。成功したのは、眼球と脳をつなぐ視神経細胞で、細胞本体から軸索が1 - 2cm伸びている特徴を持つ。最初は立体で培養した後に、途中で平面培養に切り替え、約1ヶ月かけて視神経細胞に分化させる手法を確立、その結果作製された視神経細胞が神経としての機能を持つことを電気反応などで確認した。研究グループは、緑内障に伴う視神経の障害、視神経炎などの治療薬開発、視神経が冒される疾患の病態解明などにつながることが期待されるとしている。

### 心筋細胞
2014年6月、タカラバイオは京都大学iPS細胞研究所発のベンチャー企業「iHeart Japan」から技術移転を受け、iPS細胞を心筋細胞に分化誘導する技術や特許をアジアで独占的に使用できるようになった。同社は製薬会社や大学に心筋細胞を販売し、心疾患の新薬開発へつなげてもらう考えを発表した。

#### 心不全治療
iPS細胞から心筋細胞を分化させることはできるが、血管をどのようにそれにはりめぐらせるかが問題だった。2014年に京都大学のグループが、ヒトのiPS細胞から血管を含む心筋細胞のシートをつくり、心筋梗塞のモデルのラットへ移植し、心機能の回復ができたと発表した。
2018年3月9日、大阪大学がiPS細胞から作製した「心筋シート」を重症心不全患者の心臓に移植する世界初の臨床研究計画を、学内の「特定認定再生医療等委員会」が正式に承認し、同日厚生労働省に実施申請したと発表した。2018年5月16日、臨床研究計画が厚生労働省の専門部会で条件付きで了承された。
2020年1月27日、大阪大学のグループは1例目の移植手術を2020年1月に実施し、手術は成功したと発表した。2020年12月25日、大阪大学のグループは同手術を3人の患者に実施し、いずれも経過は順調だと発表した。
2022年9月12日、大阪大学と順天堂大学が、大阪大学が大阪にある施設で「心筋細胞シート」を新幹線などで東京に輸送し、東京の順天堂大学で虚血性心疾患の患者に移植されたと発表した。「心筋細胞シート」は大阪大学のグループが開発し、大阪大学で今まで3人に移植したが他の施設での移植は初めてとなる
2023年5月19日、大阪大学などチームは、計画していた8例の移植を終了したと発表した。全例で安全性を確認でき、7例で有効性が認められたとしている。
2025年4月8日、大阪大学初のベンチャー企業である「クオリプス」が iPS 細胞由来心筋細胞シートを厚生労働省に製造・販売の承認申請。承認されれば、iPS細胞を使う治療としては世界で初めてとなる。

### がん治療
2015年4月22日、理化学研究所の古関明彦らと千葉大学病院の研究グループが、iPS細胞から癌を攻撃する免疫細胞であるナチュラルキラーT細胞を作製し、主に舌癌の患者に対する臨床試験を2018年をめどに開始すると発表。
2018年11月15日、京都大学iPS細胞研究所のグループが、iPS細胞から、効果的にがんを抑制できる免疫細胞「キラーＴ細胞」を作製し、マウスを使った実験でがんの進行を遅らせることに成功したと発表。同成果は11月16日付けの米科学雑誌Cellに掲載された。

#### 頭頸部がん
2020年6月29日、千葉大学病院と理化学研究所はiPS細胞から分化させたナチュラルキラーT細胞を頭頚部がん患者に投与する治験を開始すると発表した。
2020年10月14日、理化学研究所と千葉大学のグループは千葉大学医学部附属病院で頭頸部がんの患者1人に対して、iPS細胞で作成したナチュラルキラーT細胞を移植する治験を開始した。
2020年12月17日、千葉大学と理化学研究所のチームは1人目の治験が計画通り終了したと発表した。治験を行った患者は、頭頸部がんがで、抗がん剤などの効果がなかった50代の男性で千葉大付属病院で2020年10月～2020年11月にかけて数回にわたってNKT細胞を移植した。治験の妨げとなる有害な症状はなく、既に退院し、今後２年間、経過を観察して安全性や有効性を確かめるとしている。
2023年3月16日、厚生労働省の専門部会は千葉大学と理学研究所の研究チームが行う頭頸部がんに対して、iPS細胞から分化させたNKT細胞と患者から採取し培養した樹状細胞を投与する臨床研究を了承した。同研究チームは2020年から、NKT細胞のみを投与する治験を進めている。

#### 卵巣がん
2021年11月11日、京都大学と国立がん研究センターは、iPS細胞からつくったNK細胞を卵巣がんの患者に移植したと発表した。iPS細胞を使ったがん治療は、千葉大学などのチームに続き2件目。

#### 子宮頸がん
2023年12月13日、順天堂大学らのグループが健康な人から樹立したiPS細胞にゲノム編集を行うことで、そのiPS細胞から作製したヒトパピローマウイルス特異的細胞傷害性T細胞(CTL)が、患者の免疫細胞から拒絶されずに子宮頸がんを強力に抑制できることを明らかになったと発表した。本論文は、Cell系の学術雑誌「Cell Reports Medicine」のオンライン版で2023年12月12日付けで掲載された。
2025年1月、順天堂大学は医師主導治験を開始したと発表した。

### 血小板
2017年8月7日、メガカリオン、大塚製薬工場、日産化学工業、シスメックス、シミックホールディングス、佐竹化学機械工業、川澄化学工業、京都製作所等日本国内16社が「iPS細胞」を使い、血小板を量産する技術を世界で初めて確立したと発表。2018年に治験を開始し、2020年の実業化を目指すとしている。
2018年7月13日、京都大学iPS細胞研究所の江藤浩之らのチームが、献血と同等の実用品質の「血小板」を大量に作製する方法を開発したと発表。同発表は13日付の米科学誌Cell電子版に掲載された。
2022年6月2日、メガリオンが記者会見を行い、「血小板減少症」の患者に、他人のiPS細胞から作り出した血小板を投与する治験を、2022年4月から開始し、すでに患者1人に投与が行われたことを発表した。

#### 再生不良性貧血
2022年9月30日、京都大学iPS細胞研究所の江藤浩之らのグループが記者会見を行い、再生不良性貧血の患者1人に自分のiPS細胞から作製した血小板を投与する臨床研究を行った結果、拒絶反応や副作用は起こらず、安全性が確認されたと発表した。患者は、血小板の型が日本人の中では極めてまれなタイプで、異なる型の他人の血小板は受けつけないため、自分のiPS細胞から血小板を作製して投与する方法がとられた。輸血は2019年5月～2020年1月、京大医学部付属病院で3回実施し、1回20ml～180ml投与し、1年間副作用の確認を行った。一方、投与量を抑えたことなどから、血小板の顕著な増加はなかった。今後、投与量を増やして有効性を見極めるとしている。

### 臓器作製

#### 小腸
2024年7月12日、京都大学iPS細胞研究所チームが粘液層、上皮層、間質層の３層構造の腸組織の作成しに成功したと発表、同研究はアメリカの科学誌「セル・ステム・セル」に掲載された。

#### 体節
2022年12月20日、京都大学高等研究院ヒト生物学高等研究拠点アレヴ・ジャンタシュ特定拠点准教授などのグループが、iPS細胞から「中胚葉」を作り、さらに特定の化合物を加えた結果「体節」を作り出したと発表した。体節は骨や筋肉のもとになる組織で骨や筋肉の難病の病因解明や薬の効果の検証などに応用できる可能性があるとしている。

#### 下垂体
2020年1月7日、名古屋大学のグループがiPS細胞から下垂体の作成に成功し、「セル・リポーツ」に掲載された。

#### 肝臓
2013年7月、横浜市立大学のグループがiPS細胞から直径5ミリ程度のミニ人工肝臓を作り、マウスの体内で機能させることに成功。同年7月4日付のネイチャー電子版に発表した。ヒトiPS細胞からヒトの「臓器」ができたのは初めての成功となる。2015年1月、横浜国立大学の福田淳二らのグループが、血管の細胞とiPS細胞を一緒に培養し、血管のような微小な構造を備えた人工肝臓を開発したと発表。2017年5月に横浜市立大などのグループがiPS細胞単独で肝芽の作成に成功したと発表した。2017年12月6日、横浜市立大学とセレラ社の研究グループが直径約0.1ミリ程度の高品質で均質なミニ肝臓を1枚のプレート上に2万個作ることに成功したとアメリカの科学雑誌「Cell Reports」に発表した。研究チームは、重い肝臓病の赤ちゃんに、今回の方法で培養したミニ肝臓を移植することを目指している。
2019年8月、九州大学とピッツバーグ大学のグループが、iPS細胞から脂肪肝を作ることに成功し、2019年8月7日付のアメリカの科学雑誌Cellに掲載された。脂肪肝は有効な治療薬がないため、新薬開発への活用が期待されている。

#### 腎臓
2013年10月、熊本大学のグループが、iPS細胞から糸球体と尿細管の両方を伴った3次元の腎臓組織を試験管内で構築することに成功。
2015年10月、京都大学のグループが、iPS細胞からつくった腎臓になる前の細胞をつくり、それを急性腎障害のマウスに移植し、その症状を緩和したと報告する。課題は、排泄される尿をどのように体外へ導くか、とのこと。

#### 膵臓
2011年3月、東京大学の宮島篤らのチームが、マウス実験レベルながら、ランゲルハンス島の元になる細胞を培養する方法を開発し、iPS細胞をランゲルハンス島にすることに成功した。このランゲルハンス島をマウスに移植することで、血糖値を低く保つことにも成功した。これらの研究は2011年3月の日本再生医療学会で発表された。
iPS細胞から、膵臓のもとになる細胞である膵芽細胞、その後膵臓を構成するいろいろな細胞に分化する。まず、膵芽細胞を安定的に効率よくつくりだす方法が模索されている。
2015年には、膵芽細胞をマウスに移植しその細胞がβ細胞に分化して、血糖値に反応してインスリンを分泌することが確認された。
2016年現在の研究は、インスリンがつくれないタイプの糖尿病をターゲットにしている。いろいろなタイプの糖尿病があるが、このタイプだと、β細胞の移植で、食事のたびにインスリンを打つ必要がなくなると考えられるためだ。体液などは通すことのできる袋に、iPS細胞からつくった膵臓の細胞をつめ、移植をおこなうというような構想はあるが、実際に臨床研究に進むのは2020年ごろを目標にしている。

#### 3Dプリンターを使った臓器作成
肝臓、腎臓、膵臓など、臓器は各種の細胞が立体的な構造をつくっている。その臓器を構成する細胞をある程度の固さのあるゲルでつつみ、それを3Dプリンターのインクとして、立体的に構築していくことで臓器をつくる方法も試みられている。臓器プリンティングつまり「臓器の印刷」も参照。

#### 動物を使った臓器の作製
臓器を欠損している動物で、臓器をつくらせる研究も進んでいる。例えば、膵臓ができないように遺伝子操作したマウスの胚に、ラットのiPS細胞を注入する。その胚を育てると、膵臓をもつマウスが生まれた。そのマウスのもつ膵臓の細胞を調べるとラットのiPS細胞由来の細胞のみからできていた。膵臓ができないマウスの発生のうち、膵臓部分を補うようにラットの細胞が膵臓をつくっていた。つまり、マウスの発生を利用して、ラットの膵臓をつくり出せたことになる。ちなみに、このようにマウスとラットの両方の細胞をもつ動物をマウスとラットのキメラという。
もう少し大型の動物での研究も進んでいる。例えば、膵臓のできないブタに、別のブタの細胞を注入することで、本来膵臓ができなかったブタに膵臓ができた。しかし、ヒトへの移植を考えたときには、ヒトのiPS細胞をブタなどの胚に注入する必要がある。そうするとブタとヒトの細胞が混ざった動物ができることになるが、「そういう動物を作製すること」は倫理的に許されるのか議論されている。日本では、2014年「ヒトに関するクローン技術等の規制に関する法律」が改正されて、動物とヒトの細胞が混ざった胚を使った研究は認められたが、その胚を胎内に戻すこと、その動物を誕生させることは禁止されている。日本では認められていないが、世界では研究が進んでおり、ヒトの細胞が混ざった動物作製の研究が進んでいる。
倫理的な問題ももちろんあるが、他に解決すべき問題もいくつかある。ブタはブタにとっては無害だがヒトに対しては有害なウイルスを自身のゲノムの中にいくつかもっており、ブタの胎内で育ったヒトの臓器をヒトへ移植したときに、そのウイルスがヒトへ感染する可能性があることが危惧されている。ゲノム編集といわれる技術が、それを解決する糸口になるといわれている。ゲノム編集とは、ゲノムの遺伝子操作をより簡潔にできる技術で、ブタに感染しているウイルスを無害にできる可能性がある。ブタのゲノムにある複数のウイルスを同時につぶしたブタを作製したと報告されている。
再生医療は日本がリードをしている技術であるだけに、規制により研究が遅れてしまっていることが危惧される。いずれにしても、動物とヒトの細胞がまざった動物をつくることが許されるのかどうか倫理的な議論がいそがれる。

### その他の動向
- 軟骨　
  - 2023年6月10日、京都大学と佐賀大学ののチームが、iPS細胞を使って軟骨組織をつくることに成功したと発表した[225]。チームは骨や軟骨に分化する能力がある幹細胞の一種「間葉系幹細胞」をiPS細胞から作製[225]。間葉系幹細胞に特殊な化合物を添加することなどで、段階的に軟骨組織に分化させた[225]。マウスに移植して経過を8週間観察[225]。石灰化して骨のようになることもなく、軟骨としての性質を維持していた[225]。
- ライディッヒ細胞　
  - 2021年9月21日、神戸大学のグループがテストステロンを産生するライディッヒ細胞をiPS細胞から作り出すことに成功し、同研究は「Endocrinology」に掲載された[226]。
- 血液疾患
  - 2007年12月、ヤニッシュらのグループにより、ヒトの鎌状赤血球症遺伝子を組み込んだモデルマウスの尾からiPS細胞を樹立した後、相同組換えにより原因遺伝子を野生型へと置き換え、造血幹細胞に分化させた後モデルマウスに移植するという、iPS細胞を利用した新たな遺伝子治療モデルが発表された[227]。
- 脳卒中
  - 2011年、Matthew B. Jensenらのグループにより、ヒトのiPS細胞を、人工的に脳梗塞を起こしたラットに移植することで神経細胞に分化させることに成功した。しかし、梗塞の縮小は見られなかった[228]。その後も研究が進められ、慶應義塾大学により、脊髄損傷に引き続き本格的な臨床研究が始められることになった。まず平成27年（2015年）にラットでの実験を開始し、令和2年（2020年）には人間での臨床治験を始める計画である[229]。
- 軟骨無形成症
  - 2014年9月18日、京都大iPS細胞研究所の妻木範行らのグループが軟骨無形成症とタナトフォリック骨異形成症について、スタチンが有効とみられることが、iPS細胞を用いた実験で示されたと発表し、2014年9月18日付の英科学誌ネイチャー（電子版）に論文が掲載された[230][231]。
- 肥大型心筋症
  - 2014年11月12日、慶応大医学部の福田恵一、湯浅慎介らのグループが肥大型心筋症の患者のiPS細胞から心筋細胞を作り、病気を悪化させる体内物質を突き止めたと米心臓協会誌に発表した[232]。既存の薬が状態を改善する可能性があることも分かったとしている[232]。
- 筋ジストロフィー
  - 2014年11月27日、京都大学iPS細胞研究所、京都大学 細胞—物質システム統合拠点、科学技術振興機構の3者はデュシェンヌ型筋ジストロフィーの患者から作製したiPS細胞において、TALENやCRISPRいった遺伝子改変技術を用いて、病気の原因遺伝子であるジストロフィンを修復することに成功したと発表[233][234][235]。遺伝子を修復した細胞を移植して筋力を回復させる治療につながる成果で、論文が米科学誌「ステム・セル・リポーツ」電子版に2014年11月27日掲載された[233][235]。
- 精神および行動の障害
  - IPS細胞で脳神経を再現することによって、双極性障害、統合失調症などの精神疾患やADHDなどの発達障害の創薬に役立てられる可能性がある。[236][237][238]
- 精子・卵子
  - 2014年12月24日、英ケンブリッジ大学などのグループが、ヒトのiPS細胞、ES細胞を使って精子や卵子のもとになる「始原生殖細胞」を安定的につくることに成功したと発表し、米科学誌Cell電子版に掲載された[239][240]。マウスでは既に京都大学のチームが作製し、正常な精子や卵子を作ることにも成功している[239][240]。ヒトの始原生殖細胞を作ったとする報告は既にあったが、形成過程は十分に解明されておらず、ヒトでは安定してつくることが難しかった[239][240]。ケンブリッジ大学のグループは、ヒトの場合マウスと違って「SOX17」という遺伝子が重要な役割を果たすことを突き止め、安定的に製作することに成功した[239][240]。将来的に不妊の原因解明にも役立つ可能性があるとしている[239][240]。
  - 2024年5月、京都大学のグループがヒトのiPS細胞から前精原細胞及び卵原細胞を大量に作る方法を開発したと発表[241][242][243]。
- 靭帯
  - 2016年4月27日、バイオベンチャー企業の「再生医療iPSGatewayCenter」と慶應義塾大学医学部のグループが、人体由来の多能性幹細胞やiPS細胞を用いて靭帯を再生する共同研究を開始すると発表[244]。

## 論文捏造事件
2018年1月22日、京都大学iPS細胞研究所でiPS研究論文の捏造や改ざんが見つかった。具体的には、iPS細胞から脳の血管内皮細胞を生成できたという研究成果をまとめた論文の裏づけデータ自体が改竄されており、論文撤回を進めているという。その後、2月13日付けで当該論文の撤回が発表された。

## 論文
- Takahashi K, Yamanaka S. (2006). “Induction of pluripotent stem cells from mouse embryonic and adult fibroblast cultures by defined factors”. Cell 126:  663-676. PMID 16904174.
- Okita K, Ichisaka T, Yamanaka S. (2007). “Generation of germline-competent induced pluripotent stem cells”. Nature 448:  313-317. PMID 17554338.
- Wernig M, Meissner A, Foreman R, Brambrink T, Ku M, Hochedlinger K, Bernstein BE, Jaenisch R. (2007). “In vitro reprogramming of fibroblasts into a pluripotent ES-cell-like state”. Nature 448:  318-324. PMID 17554336.
- Maherali N, Sridharan R, Xie W, Utikal J, Eminli S, Arnold K, Stadtfeld M, Yachechko R, Tchieu J, Jaenisch R, Plath K, Hochedlinger K. (2007). “Directly reprogrammed fibroblasts show global epigenetic remodeling and widespread tissue contribution”. Cell Stem Cell 1:  55-70. PMID 18371336.
- Meissner A, Wernig M, Jaenisch R. (2007). “Direct reprogramming of genetically unmodified fibroblasts into pluripotent stem cells”. Nat Biotechnol 25:  1177-1181. PMID 17724450.
- Blelloch R, Venere M, Yen J, Ramalho-Santos M. (2007). “Generation of induced pluripotent stem cells in the absence of drug selection”. Cell Stem Cell 1:  245-247. PMID 18371358.
- Takahashi K, Tanabe K, Ohnuki M, Narita M, Ichisaka T, Tomoda K, Yamanaka S. (2007). “Induction of Pluripotent Stem Cells from Adult Human Fibroblasts by Defined Factors”. Cell 131:  861-872. PMID 18035408.
- Yu J, Vodyanik MA, Smuga-Otto K, Antosiewicz-Bourget J, Frane JL, Tian S, Nie J, Jonsdottir GA, Ruotti V, Stewart R, Slukvin II, Thomson JA. (2007). “Induced Pluripotent Stem Cell Lines Derived from Human Somatic Cells”. Science 318:  1917-1920. PMID 18029452.
- Park IH, Zhao R, West JA, Yabuuchi A, Huo H, Ince TA, Lerou PH, Lensch MW, Daley GQ. (2007). “Reprogramming of human somatic cells to pluripotency with defined factors”. Nature 451:  141-146. PMID 18157115.
- Hanna J, Wering M, Markoulaki S, Sun CW, Meissner A, Cassady JP, Beard C, Brambrink T, Wu LC, Townes TM, Jaenisch R. (2007). “Treatment of sickle cell anemia mouse model with iPS cells generated from autologous skin”. Science 318:  1920-1923. PMID 18063756.
- Wering M, Meissner A, Cassady JP, Jaenisch R. (2008). “c-Myc is dispensable for direct reprogramming of mouse fibroblasts”. Cell Stem Cell 2:  10-12. PMID 18371415.
- Nakagawa M, Koyanagi M, Tanabe K, Takahashi K, Ichisaka T, Aoi T, Okita K, Mochiduki Y, Takizawa N, Yamanaka S. (2008). “Generation of induced pluripotent stem cells without Myc from mouse and human fibroblasts”. Nat Biotechnol 26:  101-106. PMID 18059259.
- Seki T, Yuasa S, Oda M, Egashira T, Yae K, Kusumoto D, Nakata H, Tohyama S, Hashimoto H, Kodaira M, Okada Y, Seimiya H, Fusaki N, Hasegawa M, Fukuda K. (2010). “Generation of induced pluripotent stem cells from human terminally differentiated circulating T cells”. Cell Stem Cell 7:  11-14. PMID 20621043.
- Zhao T, Zhang ZN, Rong Z, Xu Y (2011). “Immunogenicity of induced pluripotent stem cells.”. Nature 474 (7350):  212-5. PMID 21572395.
- M. Ohnuki, K. Tanabe, K. Sutou, I. Teramoto, Y. Sawamura, M. Narita, M. Nakamura, Y. Tokunaga, M. Nakamura, A. Watanabe, S. Yamanaka, K. Takahashi (2014-08). “Dynamic regulation of human endogenous retroviruses mediates factor-induced reprogramming and differentiation potential”. Proceedings of the National Academy of Sciences.